# 庫德里亞韋 (阿赫特爾卡區)
50°15′38″N 35°4′41″E / 50.26056°N 35.07806°E
庫德里亞韋（烏克蘭語：Кудряве）是位於烏克蘭東北部的村莊，由蘇梅州奥赫蒂尔卡区的切爾內奇奇納市鎮負責管轄。該村處於奧赫季爾卡河畔，海拔高度131米，2001年人口640。